# Spetsmattvävare
Spetsmattvävare (Bolyphantes alticeps) är en spindelart som först beskrevs av Carl Jakob Sundevall 1833.  Spetsmattvävare ingår i släktet Bolyphantes och familjen täckvävarspindlar. Arten är reproducerande i Sverige. Inga underarter finns listade i Catalogue of Life.